# Ilaria del Carretto
Ilaria del Carretto   (Zuccarello, 1379 - Lucca, 8 de desembre de 1405) fou una noble italiana, del llinatge del marquesat de Savona. Era filla de Carlo I del Carretto, des de 1397 primer marqués Del Carretto de Zuccarello. Al 1403 es casà amb el senyor de Lucca, Paolo Guinigi: era la seua quarta esposa i en tingueren dos fills, Ladislao i Ilaria. Durant el part d'aquesta última, al 1405, Ilaria del Carretto va morir.
El seu espòs encomanà a l'escultor Jacopo della Quercia una estàtua funerària que es conserva a la Seu de Lucca: és l'obra mestra d'aquest escultor i una de les més famoses del Renaixement. El monument es col·locà en una capella privada i potser pertanyia a un conjunt més ampli. L'escultura representa Ilaria del Carretto jacent amb un petit gos als peus, símbol de la fidelitat conjugal. Els relleus de la base mostren uns putti. Tota l'obra té una gran delicadesa i elegància.
Després de la caiguda en desgràcia i expulsió de la ciutat de Paolo Guinigi al 1430, el sepulcre fou modificat: li arrencaren els relleus dels putti i es col·locà prop de la sagristia. Al 1488 uns artistes locals hi feren una nova decoració lateral. Actualment, s'han recuperat i reintegrat els relleus de Della Quercia.

## Poemes
La figura d'Ilaria del Carretto i, en concret, l'escultura de Jacopo della Quercia, ha inspirat molts poetes, com Gabriele D'Annunzio (en el poema dedicat a la ciutat de Lucca en Elettra, 1903), Salvatore Quasimodo («Davanti al simulacre d'Ilaria del Carretto» en Ed è subito sera, 1942), Pier Paolo Pasolini («L'Appennino», publicat en Les cendres de Gramsci, 1957), Luis Javier Moreno («Escultura jacent de Ilaria del Carretto») o David Ferrer Garcia («Visita al sepulcre d'Ilaria del Carretto»).

## Galeria d'imatges

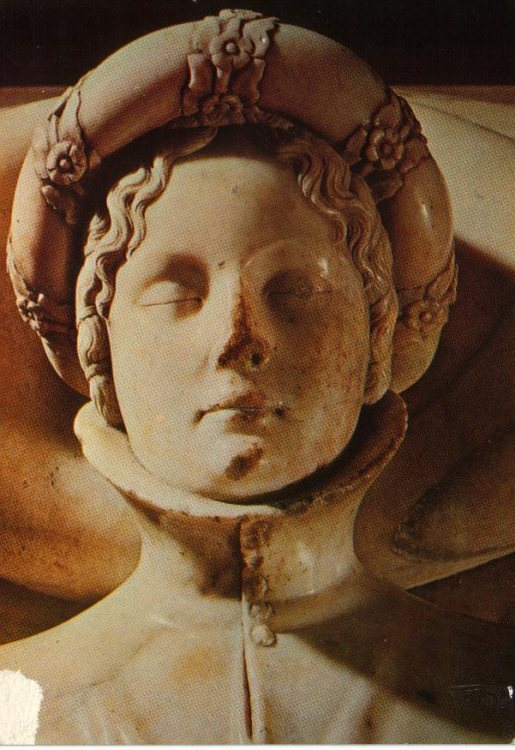
Detall del sepulcre d'Ilaria del Carretto, obra de Jacopo della Quercia (c.1406-1407), a la Seu de Lucca
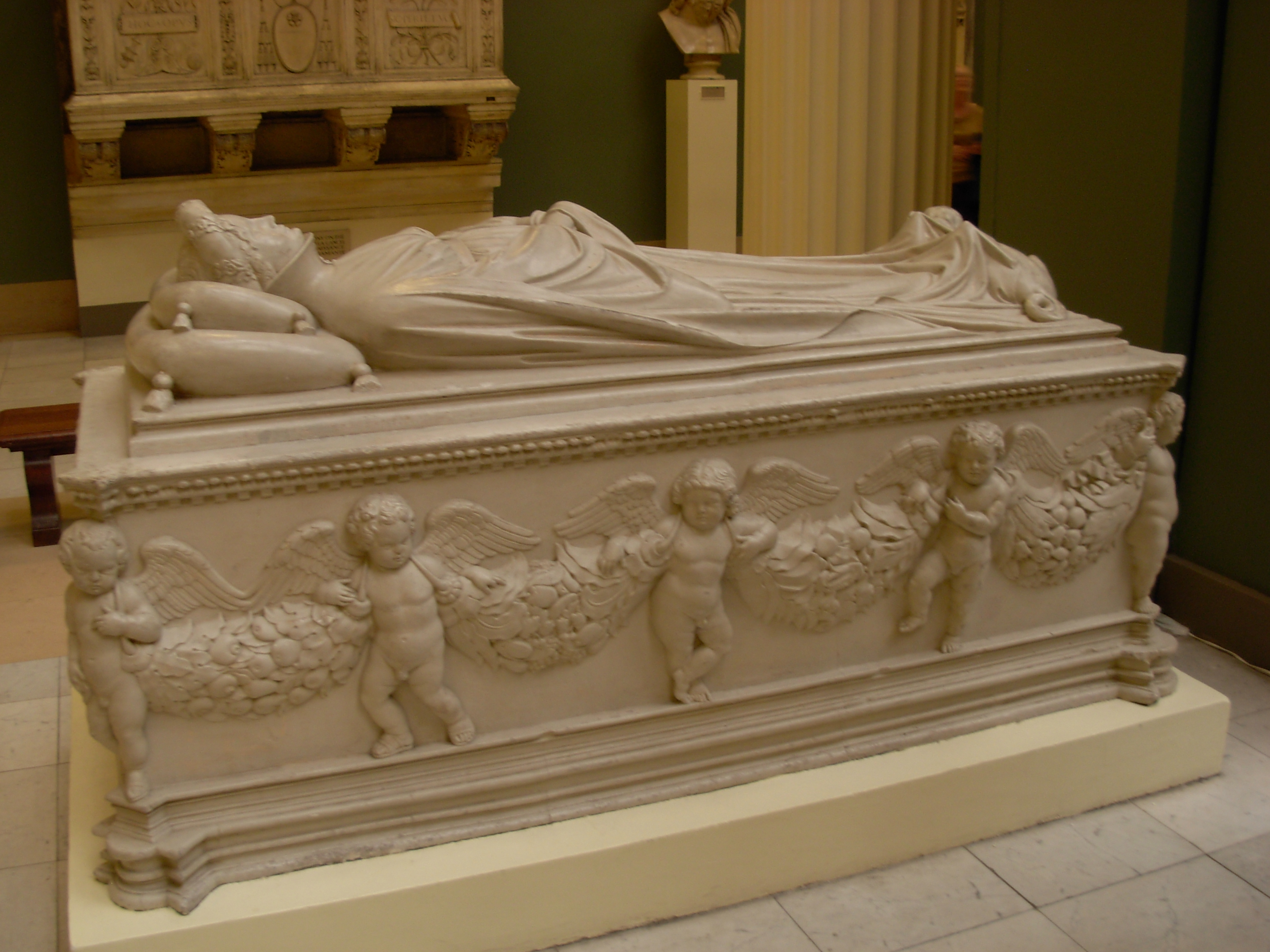
Sepulcre d'Ilaria del Carretto